# 亞吉德涅大屠殺
亞吉德涅大屠殺是俄羅斯聯邦武裝力量在2022年俄羅斯入侵烏克蘭中的切爾尼戈夫戰役期間，在其占領的烏克蘭切爾尼戈夫州切爾尼戈夫區亞吉德涅中犯下的一系列屠殺平民事件。俄軍於同年3月佔領切爾尼戈夫州切爾尼戈夫區亞吉德涅，其後俄羅斯聯邦武裝部隊人員於當地殺死17名平民，另有1名平民懷疑遭俄軍綁架，被認定為失蹤。媒體廣泛報道有關事件，並將俄軍囚禁當地居民，而且在17天內，因環境惡劣令12名人質死亡的地下室稱為「集中營」。

## 過程
2022年3月3日，俄羅斯軍隊佔領亞吉德涅。佔領當地後，俄軍要求當地居民在街上列隊，交出手機，並且搜查他們身上是否有愛國紋身或擁有軍裝，更罷佔當地居民的住所，要求居民離開。其後，俄軍沒收或銷燬全部人的手機，切斷與外界的聯繫，並將超過350名平民強制關押在當地一所學校的地下室內，其中包括77名兒童和5名嬰兒，計劃作為人盾。
近150人被關押在最大的房間中，沒有通風設施和衛生間，衛生條件極差，缺乏食物又無法煮食，只有一個水桶作為廁所。根據當地居民回憶，每天被允許外出一次，但由於空間擁擠不堪，因此只能坐著睡覺，而且每人每天只有200克湯水。 
3月9日至3月28日期間，由於生活環境極其惡劣，地下室內有12名人質死亡，部分人死於窒息。起初，俄軍禁止埋葬遺體，遺體無法被立即移走，因此地下室的被俘者需要與遺體一起生活數小時，甚至數天，其後才允許將遺體堆放在學校鍋爐房裡，在居民的不斷請求下，俄軍允許居民分2次下葬遺體，但其中一次下葬時，俄軍士兵向前來哀悼的居民開火，造成4人受傷。
根據事後的調查報告，在俄羅斯軍隊佔領當地期間，對當地村民實施不同形式的暴行，包括進入居民家中進行搶劫和破壞，並摧毀居民的財物和財產、屠殺居民飼養的家畜和寵物、在區域內布置大量地雷，威脅居民生命安全、綁架、折磨和處決無辜平民以及徹底摧毀16棟房屋，並嚴重損毀全村180棟房屋中的148棟。
整座村落被改造成俄軍的基地，俄軍使用坦克、軍用車包圍整座村落，並且射殺企圖逃走的村民。根據村民所講，一個家庭曾在俄軍佔領前駕車離開，答應放行的俄軍，在車子開動後開槍射擊，最終一家四口只剩13歲的小女兒生還，並被帶進地下室。基地以學校爲中心，俄軍指揮官住在校舍中，操場則是俄軍的司令臺和集合場，並且從操場裏，挖出多個足以讓坦克車藏身的大坑，四周挖掘地下壕溝，學校地下室則塞滿村民，更成為的俄軍「人肉盾牌」，讓烏軍不敢進攻。亞吉德涅成爲俄軍從北方入侵後的暫時基地，並從這裏炮擊北面的車尼希夫以及南面的基輔。
3月31日，烏克蘭開始發動解放亞吉德涅的戰鬥。
4月3日，烏軍完全解放亞吉德涅。

## 受害者
烏克蘭檢察機關調查報告顯示，在佔領期間，俄羅斯聯邦武裝部隊第55獨立步兵旅（部隊編號55115）的軍人在亞吉德涅殺害17名居民。
| 受害者姓名                              | 詳細資訊 |
| --------------------------------------- | --- |
| 列昂尼德·格里先科（Leonid Hryshchenko） | 當地居民，獵人。3月3日試圖用武器保衛家園時遭到俄軍射殺。當地居民表示，他成功殺死1名俄軍，並擊傷另1人。       |
| 維克托·舍夫琴科（Viktor Shevchenko）    | 50歲，當地居民，獵人。3月3日遭俄軍無故射殺。                                                                 |
| 阿納托利·亞紐克（Anatoliy Yanyuk ）     | 3月3日，高喊「榮光歸烏克蘭」遭俄軍無故射殺。                                                                 |
| K·比科韦茨 （K. Bykovets）              | 在3月3日至5日之間遭俄軍無故射殺。                                                                            |
| 彼得羅·科瓦連科（Petro Kovalenko）      | 3月4日與家人一起行駛在亞吉德涅附近公路時，遭俄軍炮擊而死亡。                                                 |
| 韦羅妮卡·科瓦連科(Veronika Kovalenko)   | 12歲。3月4日與家人一起行駛在亞吉德涅附近公路時，遭俄軍炮擊而死亡。                                           |
| 羅曼·涅日博列茨（Roman Nezhiborets）    | 切爾尼戈夫頻道「Dytynets」的剪接師，3月5日在家中遭俄軍綁架，3月9日在亞吉德涅一處房子的地窖中被發現遭到槍殺。 |
| S·拉琴科（S. Radchenko）                | 3月9日因俄軍炮擊而死亡。                                                                                     |
| I·波齐盧伊科 （I. Potsiluiko）          | 4月1日遭俄軍無故射殺。                                                                                       |
| 維克托·基里克（Viktor Kyryk）           | 行駛在亞吉德涅附近公路時，遭俄軍炮擊而死亡。                                                                 |
| 身份不明男子                            | 行駛在亞吉德涅附近公路時，遭俄軍射殺而死亡。                                                                 |

10名當地年長居民遭俄軍囚禁在當地一所學校的地下室，但因缺乏衛生設施、通風、食物和水，而最終死亡。另有一名居民T·舍甫琴科（T. Shevchenko）遭俄軍綁架，下落不明。

## 調查
烏克蘭切爾尼戈夫地區檢察官辦公室以違反戰爭法和戰爭慣例，以及故意謀殺提起刑事訴訟。烏克蘭國家安全局正在調查此案。
截至2022年6月8日，烏克蘭檢察官辦公室向俄羅斯聯邦武裝部隊第55獨立摩托化旅的9名軍人通報懷疑，其中包括：
| 士兵姓名                                  | 詳細資訊                                                       |
| ----------------------------------------- | -------------------------------------------------------------- |
| 辛-奥尔·蘇萬（Сиин-оол Суван）            | 俄羅斯聯邦第55獨立摩托化旅迫擊炮連第一迫擊炮排排長             |
| 艾加里姆·蒙古什（Айгарим Монгуш）         | 俄羅斯聯邦第55獨立摩托化旅迫擊炮連第二迫擊炮營第三迫擊炮排士兵 |
| 納济季·蒙古什 (Назити Монгуш)             | 俄羅斯聯邦第55獨立摩托化旅迫擊炮連第二迫擊炮營第二迫擊炮排中士 |
| 叶列蘇·奧爾扎克 (Ересу Ооржак)            | 俄羅斯聯邦第55獨立摩托化旅迫擊炮連第二迫擊炮營第三迫擊炮排下士 |
| 阿里安·克爾泰克 (Аріан Хертек)            | 俄羅斯聯邦第55獨立摩托化旅迫擊炮連第二迫擊炮營第二迫擊炮排士兵 |
| 薩延·霍穆什科 (Саян Хомушко)              | 俄羅斯聯邦第55獨立摩托化旅迫擊炮連第二迫擊炮營第二迫擊炮排士兵 |
| 伊万·奧爾扎克 (Іван Ооржак)               | 俄羅斯聯邦第55獨立摩托化旅第二分隊第三迫擊炮營士兵             |
| 查揚·奇南 (Чаян Чинан)                    | 俄羅斯聯邦第55獨立摩托化旅第二分隊第二迫擊炮營士兵             |
| 克日克·沙克塔-奥爾 (Кежік-оол Шактар-оол) | 俄羅斯聯邦第55獨立摩托化旅第二分隊第一迫擊炮營士兵             |

## 紀念

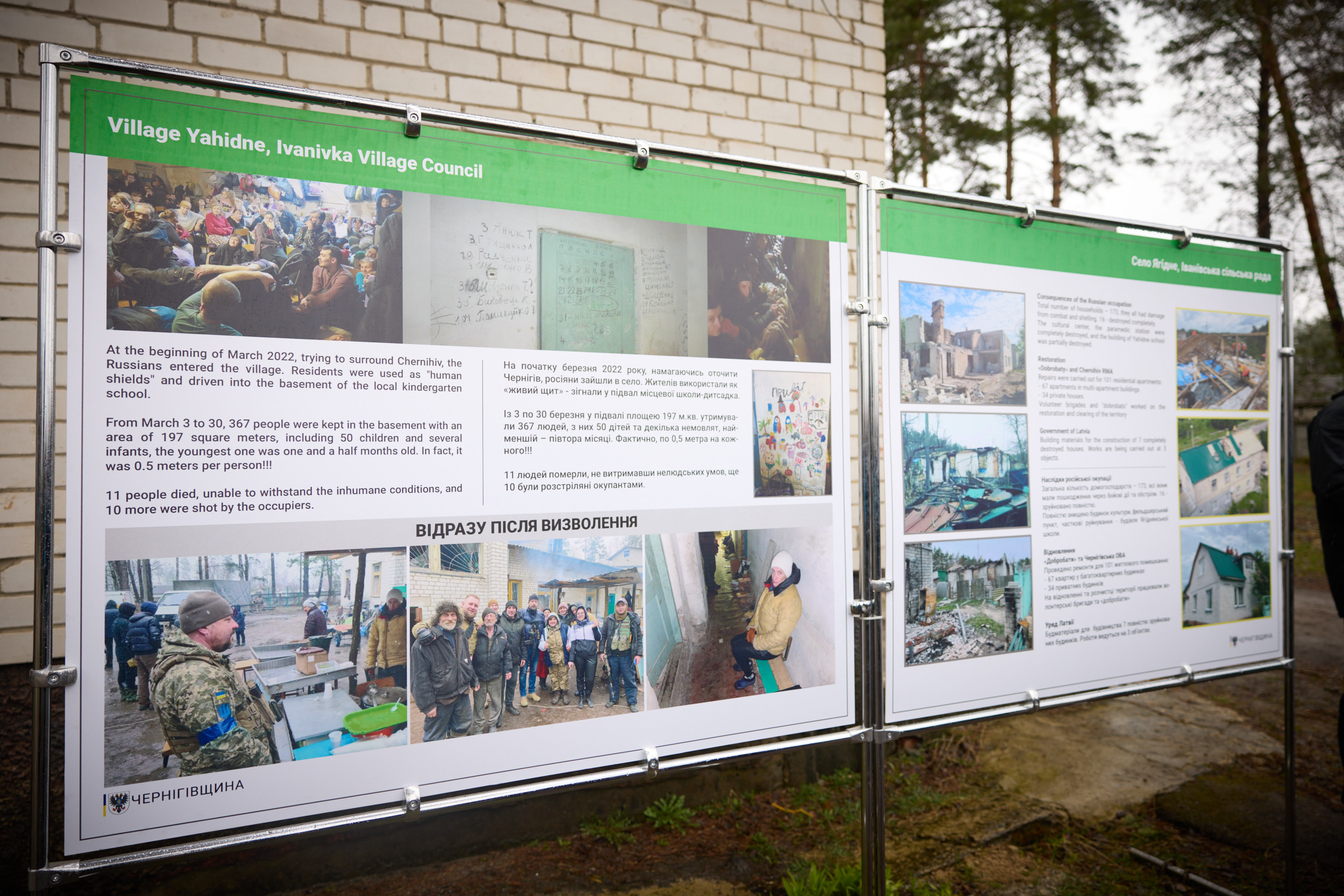
事後當地居民為事件設立紀念牆

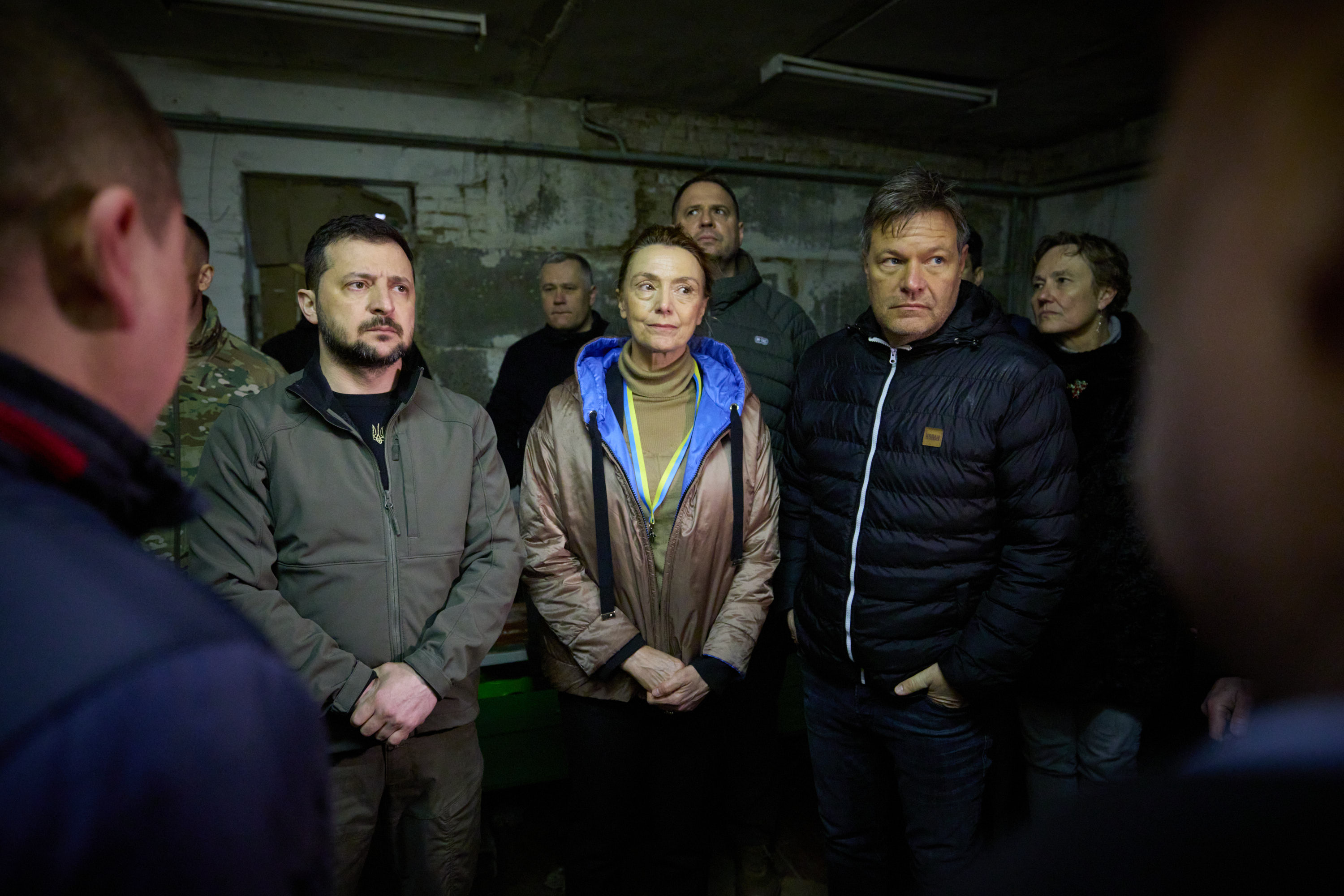
烏克蘭總統澤倫斯基與德國副總理哈柏克進入地下室

烏克蘭總統澤倫斯基與德國副總理哈柏克在2023年4月前往當地，紀念亞吉德涅從俄羅斯軍隊手中解放一周年，期間表示，看到這一切之後，我希望俄羅斯總統普京在地下室裡用水桶當廁所度過餘生，在地下室被關27天的村民記錄了死者的名字，以免遺忘他們，孩子們寫下烏克蘭國歌的歌詞。